# Sword Art Online Alternative: Gun Gale Online
Sword Art Online Alternative: Gun Gale Online (ソードアート・オンライン オルタナティブ ガンゲイル・オンライン Sōdo Āto Onrain Orutanatibu Gangeiru Onrain) ist eine Light-Novel-Serie von Keiichi Sigsawa, die seit Dezember 2014 erscheint, und ein Ableger von Reki Kawaharas Sword Art Online ist. Im Jahr 2015 erfuhr die Light-Novel-Reihe durch Tadadi Tamori eine Umsetzung als Manga; im April 2018 folgte die Adaptation als 12-teilige Anime-Fernsehserie durch das Animationsstudio 3Hz.

## Handlung
Durch die Geschehnisse im VR-MMORPG Sword Art Online in der 10.000 Spieler in der virtuellen Welt gefangen wurden, nahm die Popularität an derartigen Videospielen aus Angst, dass ähnliche Zwischenfälle erneut auftreten könnten, rapide ab. Das NerveGear wurde nach dem Vorfall in Sword Art Online zurückgenommen, zerstört und durch das AmuSphere ersetzt. Durch die Herausgabe des AmuSphere und dem lizenzfreien Entwicklungshilfspaket Seed nahm die Popularität wieder zu.
Die Geschichte folgt der Studentin Karen Kohiruimaki, die aufgrund ihrer Körpergröße von 1,83 m einen Minderwertigkeitskomplex entwickelt und sich aufgrund dessen aus der Gesellschaft zurückgezogen hat. Durch ihre beste Freundin Miyu Shinohara, ein Videospiel-Freak, beginnt auch Karen ein MMO zu spielen: Gun Gale Online. Dort ist sie die kleine und niedliche Llenn, die sich aufgrund ihres Aussehens – sie ist komplett in Pink gekleidet – und ihrer hohen Agilität als Player-Killer („PK“) in der virtuellen Welt schnell den Beinamen „pinker Dämon“ erhält.
Eines Tages trifft Llenn auf die Spielerin Pitohui, mit der sie sich recht schnell anfreundet. Sie schlägt Llenn vor am Squad Jam, einem Online-Turnier für Gruppen ähnlich dem Battle of Bullets für Einzelspieler, teilzunehmen. Da Pitohui an diesem Tag aufgrund eines persönlichen Termins nicht selbst am Turnier teilnehmen kann, schlägt diese vor, dass Llenn und ein Spieler namens „M“ ein Team bilden und das Squad Jam bestreiten.

## Charaktere
Llenn (レン, Ren)/
Karen Kohiruimaki (小比類巻 香蓮, Kohiruimaki Karen)
Karen Kohiruimaki ist ein Mädchen aus Obihiro, Hokkaido, die in der realen Welt aufgrund ihrer hohen Körpergröße einen Minderwertigkeitskomplex entwickelt und deswegen nur wenige Freunde hat. Sie beginnt, Gun Gale Online zu spielen, wo sie den Charakter Llenn verkörpert. Llenn ist klein und niedlich. Aufgrund ihres Aussehens – sie trägt eine pinkfarbene Uniform – kann sie sich auf bestimmtem Gelände tarnen. Ihre Waffe ist eine ebenfalls pinkfarbene FN P90, die sie „P-Chan“ nennt.
Pitohui (ピトフーイ, Pitofūi)/
Elsa Kanzaki (神崎 エルザ, Kanzaki Eruza)
Elsa Kanzaki ist eine populäre Sängerin. Sie ist eine Beta-Testerin von Sword Art Online, die sich aufgrund diverser Zwischenfälle nicht am Erscheinungstag des Spiels einloggen konnte und so von den Vorfällen verschont blieb. Wütend darüber, nicht an dem „Survival Game“ teilgenommen zu haben, entwickelte sie einen psychopathischen Charakterzug, wodurch ihr späterer Ingame-Charakter Pitohui entstehen sollte.
M (エム, Emu)/
Gōshi Asōgi (阿僧祇 豪志, Asōgi Gōshi)
Gōshi Asōgi ist Kanzakis Manager und bester Freund. Vormals stark übergewichtig und ihr regelmäßig nachstellend, rettete er sie vor einem Geschäftsmann, der übergriffig wurde. Später wurde er Opfer von Kanzakis sexuellen Übergriffen und eine Art persönlicher Sekretär. Gōshi allerdings scheint das nicht zu stören und er nahm an Gewicht ab. Gemeinsam mit Kanzaki loggte er sich unter seinem Charakter M bei Gun Gale Online ein. Dort verkörpert er einen starken Avatar in grüner Kampfuniform. Seinen Spielernamen wählte er aufgrund seines masochistischen Charakters aus. Er ist ein Scharfschütze für mittlere Distanz; seine Waffen sind eine Mk 14 Enhanced Battle Rifle und eine HK45. Gōshi verfügt über ein breites Wissen bezüglich militärischer Kampftaktiken und -techniken.
Fukaziroh (フカ次郎, Fukajirō)/
Miyu Shinohara (篠原 美優, Shinohara Miyu)
Miyu Shinohara ist Karens beste Freundin und Videospiel-Fanatikerin. Sie gibt Karen Ratschläge im Bezug auf VR-MMOs. Normalerweise spielt sie Alfheim Online als Sylphe. Allerdings konvertiert sie ihren Charakter nach Gun Gale Online, um als Fukaziroh am Squad Jam teilnehmen zu können. Ihre Waffen sind zwei Granatwerfer.

## Synchronisation
| Rolle                        | Japanischer Sprecher (Seiyū) |
| ---------------------------- | ---------------------------- |
| Karen Korihuimaki / „Llenn“  | Tomori Kusunoki              |
| Elsa Kanzaki / „Pitohui“     | Yōko Hikasa Reona (Gesang)   |
| Gōshi Asōgi / „M“            | Kazuyuki Okitsu              |
| Miyu Shinohara / „Fukaziroh“ | Chinatsu Akasagi             |

## Medien

### Light Novel
Am 18. September 2014 kündigte das Magazin Dengeki Bunko an, dass Keiichi Sigsawa an einer Light-Novel-Serie arbeite, die auf Reki Kawaharas Sword Art Online basierte. Kawahara selbst war Supervisor; die Zeichnungen wurden von Kōhaku Kuroboshi entworfen. ASCII Media Works veröffentlichte den ersten Band im Dengeki Bunko am 10. Dezember gleichen Jahres. Am 18. November 2017 gab das Yen Press auf der Anime NYC bekannt, die Light-Novel-Serie für den nordamerikanischen Markt lizenziert zu haben.
In der ersten Jahreshälfte des Jahres 2015 war Sword Art Online Alternative: Gun Gale Online auf Platz elf der meistverkauften Light-Novel-Serien, wobei die ersten beiden Bände jeweils in der Liste landen konnten. Band vier schaffte es in die 25 meistverkauften Light-Novel-Bände der ersten Jahreshälfte 2016. Im Mai des Jahres 2018 wurde bekannt, dass die Serie eine Million gedruckte Auflagen verkauft hat.

### Manga
Eine Manga-Umsetzung erfolgte am 7. Oktober 2015 durch Tadadi Tamori, welche im Dengeki Maoh des Verlages ASCII Media Works erschien. Am 15. April gleichen Jahres kündigte Yen Press auf der Sakura-Con an, die Verlagsrechte am Manga für Nordamerika gesichert zu haben.

### Anime
Am 1. Oktober 2017 wurde im Rahmen des Dengeki Bunko Festivals eine Anime-Adaptation angekündigt. Regie führte Masayuki Sakoi, während das Storyboard von Yōsuke Kuroda geschrieben wurde. Als Animationsstudio wurde 3Hz bekanntgegeben. Das Charakterdesign stammt von Yoshio Kosakai. Eir Aoi singt mit Meteor 流星 Ryūsei das Lied im Vorspann; der Abspanntitel lautet To See the Future und wird von Tomori Kusunoki interpretiert.
Die Animeserie, die 12 bzw. 13 Episoden umfasst, wurde zwischen dem 8. April und dem 30. Juni 2018 in Japan auf MBS, TV Aichi, Tokyo MX, Tochigi TV, Gunma TV und BS11 ausgestrahlt. Die Serie wird in sechs DVDs mit je zwei Episoden veröffentlicht. Aniplex of America sicherte sich die Rechte an der Ausstrahlung im englischen Sprachraum und zeigt die Serie im Simulcast auf Crunchyroll und Hulu. Im deutschsprachigen Raum wird die Serie online auf Wakanim im OmU gestreamt. Die deutsche Synchronisation der ersten beiden Folgen wurde erstmals am 21. März 2019 auf Animax veröffentlicht, mit einer neuen Folge jede folgende Woche. Das erste Volume der Serie (Episode 1 bis 5.5) ist für den 26. April 2019 und das zweite Volume (Episode 6 bis 12) für den 28. Juni 2019 auf DVD und Blu-ray bei Peppermint Anime geplant.
Am 15. Juli 2023 wurde angekündigt, dass die Serie mit einer zweiten Staffel fortgesetzt wird. Sakoi, Kuroda und Kosakai, die allesamt an der Entstehung der ersten Staffel als Regisseur, Drehbuchautor bzw. Charakterdesigner mitgewirkt haben, wurden in den Ankündigungen ebenso als zurückkehrende Mitarbeiter bestätigt wie die Synchronsprecherin Tomori Kusonoki, die erneut dem Charakter Llenn ihre Stimme leiht. Die zweite Staffel entsteht erneut im Studio 3Hz.

#### Episodenliste
| Nr. | Deutscher Titel                      | Originaltitel                                         | Erstausstrahlung Japan | Deutschsprachige Erstveröffentlichung (D) |
| --- | ------------------------------------ | ----------------------------------------------------- | ---------------------- | ----------------------------------------- |
| 1   | Squad Jam                            | スクワッド・ジャム (Sukuwaddo Jamu)                   | 8. Apr. 2018           | 21. März 2019                             |
| 2   | GGO                                  | GGO                                                   | 15. Apr. 2018          | 21. März 2019                             |
| 3   | Fanbrief                             | ファンレター (Fan Retā)                               | 22. Apr. 2018          | 28. März 2019                             |
| 4   | Death Game                           | デスゲーム (Desu Gēmu)                                | 29. Apr. 2018          | 4. Apr. 2019                              |
| 5   | Der letzte Kampf ist meiner          | ラストバトルは私に (Rasuto Batoru wa Watashi ni)      | 6. Mai 2018            | 11. Apr. 2019                             |
| 5.5 | Refrain                              | ルフラン (Rufuran)                                    | 13. Mai 2018           | 18. Apr. 2019                             |
| 6   | SAO-Loser                            | SAO失敗者 (SAO Rūzā)                                  | 20. Mai 2018           | 25. Apr. 2019                             |
| 7   | Second Squad Jam                     | セカンド・スクワッド・ジャム (Sekando Sukuwaddo Jamu) | 27. Mai 2018           | 2. Mai 2019                               |
| 8   | Sprengfalle                          | ブービートラップ (Būbī Torappu)                       | 3. Juni 2018           | 9. Mai 2019                               |
| 9   | Das zehnminütige Massaker            | 十分間の鏖殺 (Juppunkan no Ōsatsu)                    | 9. Juni 2018           | 16. Mai 2019                              |
| 10  | Die Wiederauferstehung des Erlkönigs | 魔王復活 (Maō Fukkatsu)                               | 16. Juni 2018          | 23. Mai 2019                              |
| 11  | LLENN dreht durch                    | イカれたレン (Ikareta Ren)                            | 23. Juni 2018          | 30. Mai 2019                              |
| 12  | Applaus                              | 拍手 (Hakushu)                                        | 30. Juni 2018          | 6. Juni 2019                              |